# 国立教育政策研究所
国立教育政策研究所（こくりつきょういくせいさくけんきゅうじょ、英語：National Institute for Educational Policy Research）は、教育政策に係わる調査研究を行うために日本の文部科学省に置かれている研究所である。

## 概要
国立教育政策研究所は、文部科学大臣の所轄の下に、文部科学省の本省に置かれている施設等機関である（文部科学省組織令第89条）。国立教育政策研究所は、教育に関する政策に係る基礎的な事項の調査および研究に関する事務をつかさどっている（文部科学省組織令第90条第1項）。国立教育政策研究所は、文部科学省に必要な調査研究を行うとともに、学校教員をはじめとする教育施設職員向けの研修なども行っている。
国立教育政策研究所は、2001年（平成13年）1月に改組再編される前の国立教育研究所（こくりつ きょういく けんきゅうじょ）の後身の組織である。国立教育政策研究所の大半の組織は、東京都目黒区下目黒に置かれ、そのほかに一部の組織が、東京都千代田区丸の内と東京都台東区上野公園地区に置かれていた。
2008年（平成20年）1月に、文部科学省の新庁舎完成に伴い、目黒区下目黒、千代田区丸の内にあった組織が文部科学省本省と同一庁舎の千代田区霞ヶ関に移転し、東京都台東区上野公園地区はそのまま存在している。
国立教育政策研究所には、評議員会が置かれ（文部科学省組織令第90条第2項）、16人が選任されている。評議員会は、国立教育政策研究所の事業計画、経費の見積り、人事その他の運営および管理に関する重要事項について、国立教育政策研究所の長に助言する（文部科学省組織令第90条第3項）。

## 沿革
- 1932年（昭和7年）東京市品川区上大崎に国民精神文化研究所発足。
- 1943年（昭和18年）国民錬成所と合併。教学錬成所となり、東京都北多摩郡小金井町に移転。
- 1945年（昭和20年）10月15日 - 教学錬成所廃止、教育研修所設置[注釈 1]。文部省学校教育局師範教育課が事務を分掌[4]。
- 1946年（昭和21年）3月1日 - 小金井町の旧教学錬成所から品川区上大崎の旧国民精神文化研究所に移転する[5]。
  - 4月 - 宮内省白金御料地を借り受け「教育自然園」として開園（1947年4月に大蔵省、同年12月に文部省に移管、1948年11月に国立自然教育園として独立。現・国立科学博物館附属自然教育園）[6]。
  - 6月1日 - 教育研修所図書館開館[7]。
- 1947年（昭和22年）4月19日 - 教育方法研究室実験保育室設置（1949年4月に教育研修所付属幼稚園に昇格、1951年8月に学校法人白金幼稚園として独立）[8]。
- 1949年（昭和24年）6月1日 - 文部省設置法施行により教育研修所廃止、国立教育研究所設立[9]。
- 1965年（昭和40年）5月 - 目黒区下目黒に移転[10]。
- 2001年（平成13年）1月 - 国立教育政策研究所に改組再編[10]。
- 2008年（平成20年）1月 - 千代田区霞が関の中央合同庁舎第7号館に移転[10]。

## 組織
会議体
- 評議員会

部
| - 総務部 - 総務課 - 総務係 - 人事係 - 会計課 - 総務係 - 経理係 - 管理係 - 研究支援課 - 研究支援係 | - 研究企画開発部 - 情報支援課 - 企画係 - 運用管理係 - 教育図書館 - 教育図書館係 - 教育政策・評価研究部 - 総括研究官 - 生涯学習政策研究部 - 総括研究官 - 初等中等教育研究部 - 総括研究官 - 高等教育研究部 - 総括研究官 - 国際研究・協力部 - 総括研究官 |

センター
| - 教育課程研究センター - 基礎研究部 - 総括研究官 - 研究開発部 - 教育課程調査官 - 学力調査官 - 学力調査専門職 - 国際調査専門職 - 研究開発課 - 企画係 - 指導係 - 学力調査課 - 分析係 - 調査係 - 総合研究官 | - 生徒指導・進路指導研究センター - 企画課 - 企画係 - 指導係 - 幼児教育研究センター - 総括研究官 - 社会教育実践研究センター - 企画課 - 企画係 - 普及・調査係 - 社会教育調査官 - 文教施設研究センター - 総括研究官 - 企画係 |

## 歴代所長
教育研修所
（　）内は所長就任前の役職
1. 関口泰（1945年10月26日 - 1946年3月6日）
2. 城戸幡太郎（1946年3月6日 - 1947年3月3日）
3. 務台理作（1947年3月3日 - 1949年6月1日）

国立教育研究所→国立教育政策研究所
1. 日高第四郎（1949年6月1日 - 1951年4月20日）
  1. 1951年4月20日 - 1952年1月21日 - 村上俊亮事務代理
2. 村上俊亮（1952年1月22日 - 1956年10月22日）
  1. 1956年10月22日 - 1956年11月20日 - 稲田清助事務取扱
3. 関口隆克（1956年11月20日 - 1963年7月1日）
  1. 1963年7月1日 - 1963年7月16日 - 小沼洋夫事務取扱
4. 平塚益徳（1963年7月16日 - 1978年7月15日）
5. 木田宏（1978年7月15日 - 1985年3月31日）
  1. 1985年4月1日 - 1985年4月2日 - 横尾壯英事務取扱
6. 鈴木勲（1985年4月2日 - 1989年7月17日）
  1. 1989年7月17日 - 1989年9月1日 - 小島繁男事務取扱
7. 瀧澤博三（1989年9月1日 - 1993年8月31日）
8. 菱村幸彦（1993年9月1日 - 1997年8月31日）
9. 吉田茂（1997年9月1日 - 2000年4月18日）
  1. 2000年4月18日 - 2000年6月17日 - 下野洋事務取扱
10. 富岡賢治（2000年6月17日 - 2001年7月9日）
11. 伊勢呂裕史（2001年7月10日 - 2002年7月30日）
12. 遠藤昭雄（2002年8月1日 - 2004年3月18日）
  1. 2004年3月18日 - 2004年7月1日 - 銭谷眞美事務取扱
  2. 2004年7月1日 - 2004年7月3日 - 田中壮一郎事務取扱
13. 矢野重典（2004年7月3日 - 2007年3月31日）（文部科学審議官）
  1. 2007年4月1日 - 2007年4月30日 - 加茂川幸夫事務取扱
14. 近藤信司（2007年5月1日 - 2009年7月14日）（文化庁長官）
  1. 2009年7月14日 - 2009年8月1日 - 板東久美子事務取扱
15. 素川富司（2009年8月1日 - 2010年7月29日）（内閣官房知的財産戦略推進事務局長）
16. 德永保（2010年7月30日 - 2012年7月30日）（高等教育局長）
  1. 2012年7月31日 - 合田隆史事務取扱
17. 尾﨑春樹（2012年8月1日 - 2014年3月30日）（大臣官房審議官初等中等教育局担当）
  1. 2014年3月31日 - 清木孝悦事務取扱
18. 大槻達也（2014年4月1日 - 2016年1月19日）（大臣官房総括審議官）
19. 河村潤子（2016年1月20日 - 2016年6月20日）（文部科学省大臣官房付）
20. 杉野剛（2016年6月21日 - 2017年7月10日）（文部科学省高等教育局私学部長）
21. 有松育子（2017年7月11日 - 2018年10月15日）（文部科学省生涯学習政策局長）
22. 常盤豊（2018年10月16日 - 2019年7月9日）（文部科学省高等教育局長）
23. 中川健朗（2019年7月9日 - 2020年12月31日）（内閣官房内閣審議官）
24. 浅田和伸（2021年1月1日 - 2022年8月31日）（文部科学省総合教育政策局長）
25. 永山裕二（2022年9月1日 - 2023年3月30日）（国立文化財機構理事）
26. 瀧本寬（2023年3月31日 - 2024年7月11日）
27. 池田貴城（2024年7月11日 - ）